# Гомер Джекобсон
Гомер Джейкобсон — колишній професор хімії в Бруклінському коледжі, Нью-Йорк.
У 1950-х роках він проілюстрував основне самовідтворення в штучному житті за допомогою моделі поїзда. Початковий «організм», що складається з «голови» та «хвоста», міг використовувати прості правила системи для послідовного створення нових «організмів», ідентичних собі, за умови, що існував випадковий пул нових вагонів для отримання.
У 1955 році він опублікував статтю «Інформація, розмноження та походження життя» в American Scientist. У 2007 році він відкликав два уривки з цієї роботи після того, як зрозумів, що помилки в його статті були неправильно прочитані як доказ креаціонізму.

## Статті
- "Virustat, a Device for Continuous Production of Viruses," Applied Microbiology, 14(6): 940–952 (1966 November) with Leslie S. Jacobson.
- "The Informational Capacity of the Human Eye," Science 113:292-293 (March 16, 1951).
- "The Informational Capacity of the Human Ear," Science 112:143-144 (August 4, 1950).
- "The informational content of mechanisms and circuits," Information and Control, 2(3):285-296, September 1959.
- "On Models of Reproduction," American Scientist 46(1958):255-284.
- "Information, Reproduction and the Origin of Life," American Scientist,  p. 125 (January 1955)
  - Retraction of two passages: Letter to the editor, American Scientist (November–December 2007)